# سیارک ۴۳۳۸
سیارک ۴۳۳۸ (به انگلیسی: 4338 Velez، نامگذاری:1985PB1) چهار هزار و سیصد و سی و هشتمین سیارک کشف شده‌است که در ۱۴ اوت ۱۹۸۵ کشف شد.
قدر مطلق سیارک برابر ۱۳٫۹۰ است.